# Баринов, Александр Николаевич (инженер)
Алекса́ндр Никола́евич Ба́ринов (1872 — не ранее 1913) — русский инженер путей сообщений.

## Биография
Родился в 1872 году.
Учился в Санкт-Петербурге: окончил Петровское коммерческое училище, затем — Институт путей сообщения.
В 1895 году поступил на службу в Департамент водяных и шоссейных сообщений, прослужил в нём недолго и перевёлся помощником делопроизводителя в технический отдел Управления казённых железных дорог. С 1897 года Баринов преподавал в Институте путей сообщения. В 1898 году был назначен на должность инженера для технических занятий в инженерном совете Министерства путей сообщения. С осени 1901 года управлял городскими конно-железными дорогами в Санкт-Петербурге.
В 1913 году женился на Марии Иосифовнае Ярошевич.

## Публикации
Баринов — автор научных трудов по строительству мостов. Его проекты нашли применение в частных предприятиях.
- О подборе размеров подпорных стенок и устоев мостов / Инж. Баринов. — Санкт-Петербург : Собр. инж. пут. сообщ., 1897. — 52 с. : черт.;
- Разгруженно-арочные мостовые фермы / Инж. А. Баринов. — Санкт-Петербург : Собр. инж. пут. сообщ., 1898. — [2], 63 с. : черт.
- Графическое нахождение наивыгоднейшего разделения моста на пролеты : С 18 политипажами в тексте. — 1900. — 9 с.